# Vzdělávání v Československu
Vzdělávací systém v bývalém Československu navazoval na předchozí ustanovení o povinné školní docházce a v některých ohledech byl přizpůsoben etnické rozmanitosti dané oblasti. Během období komunismu došlo k dalšímu pokroku směrem k rovnosti příležitostí, a to jak z hlediska pohlaví, tak z hlediska územního – ⁠přístup k vyššímu vzdělání ovšem závisel na politické příslušnosti studentů a jejich rodin. Po Sametové revoluci v roce 1989 došlo v této oblasti k mnoha reformám.

## Před érou komunismu
Československo (a jeho nástupnické státy) bylo tradičně akademicky a vědecky činné v hlavním proudu evropského myšlení, přičemž historie vysokého školství sahá až do středověku. Karlova univerzita byla založena v Praze roku 1348 a Universitas Istropolitana (Academia Istropolitana) v Bratislavě v roce 1465.
Před první světovou válkou bylo vzdělávání klíčovým nástrojem při řešení etnické rozmanitosti. Snad v žádné jiné oblasti veřejného života neřešilo Československo rozdíly mezi Čechy, Slováky, Maďary, Ukrajinci a Němci tak úspěšně. Osm let povinné výuky v mateřském jazyce každé etnické menšiny výrazně přispělo ke zvýšení gramotnosti, zejména u Slováků a Ukrajinců. Rozšířený program odborného vzdělávání zvyšoval technické dovednosti rostoucího počtu průmyslových dělníků v zemi. Určité rozdíly však přetrvávaly. Na středních a vysokých školách převažovalo zastoupení Němců a Čechů. V Čechách i na Slovensku byla na popud Marie Terezie v roce 1774 zahájena povinná školní docházka. Zámožní zemědělci, ale i chalupníci a nájemci z Čech dlouhá léta ubytovávali své děti ve městech, kde získávaly střední, odborné i vyšší vzdělání.

## Během éry komunismu
Navzdory regionální a etnické nerovnováze vstoupilo Československo do období komunismu s gramotným, a dokonce vysoce vzdělaným obyvatelstvem. Školství za vlády Komunistické strany Československa (KSČ) provázely pravidelné reformy (často se snažily přizpůsobit sovětskému modelu) a snahy o udržení ideologické jednoty ve školách. Vysokoškolské vzdělání bylo zároveň odměnou za politické přizpůsobení. Do poloviny 70. let 20. století se historický nepoměr ve vzdělávacích zdrojích mezi českými zeměmi a Slovenskem podařilo do značné míry vyrovnat. Určité rovnosti vzdělávacích příležitostí bylo dosaženo částečně díky společnému úsilí politiků a částečně díky peripetiím normalizace.

### Vzdělávací systém
V 80. letech 20. století měl československý vzdělávací systém čtyři základní úrovně:
- jesle a mateřské školy,
- osmileté (do roku 1978 devítileté) základní školy,
- různé typy středních škol a
- různé vysokoškolské instituce.

Od roku 1984 trvala povinná školní docházka od šesti do šestnácti let (tedy 10 let, mezi lety 1922–1948 to bylo 8 a mezi lety 1948–1984 9 let). V letech 1974–1975 zahájili strategičtí plánovači reformu školství, která na středních školách sjednotila učební osnovy a díky níž byla základní školní docházka zkrácena z devíti na osm let. Vzdělání i všechny učebnice a výukové materiály (s výjimkou terciárního stupně vzdělávání) byly hrazeny státem a učební materiály se v pololetí vracely.
Střední školy zahrnovaly gymnázia, kladoucí důraz na všeobecné vzdělání a přípravu na vysokoškolské studium, a odborné školy s důrazem na technické vzdělání; oba programy byly čtyřleté. Gymnázia byla mezi lety 1953 a 1960 nahrazena jedenáctiletými středními školami (JSŠ), tzv. jedenáctiletkami, kdy poslední 4 roky zajišťovaly středoškolský stupeň vzdělávání a studium bylo zakončeno maturitní zkouškou. Od roku 1961 do roku 1985 se středoškolské studium JSŠ osamostatnilo pod názvem střední všeobecně vzdělávací škola (SVVŠ). Od školního roku 1968/1969 byla opět zavedena čtyřletá gymnázia místo dosavadních tříletých SVVŠ. K určitým průmyslovým odvětvím nebo průmyslovým závodům byl přidružen vysoce rozvinutý učňovský program a systém středních odborných nebo profesních programů. Ve středním i vysokém školství bylo pracovníkům umožněno uvolnění z práce, aby mohli navštěvovat večerní studium.
V roce 1985 se na území Československa nacházelo 36 univerzit nebo vysokoškolských institucí, pod které patřilo 110 fakult; 23 se nacházelo v České socialistické republice a 13 ve Slovenské socialistické republice. Reforma z poloviny 70. let zkrátila délku studia většiny oborů z pěti na čtyři roky. Zákon o vysokých školách z roku 1980 zvýšil pravomoc českého i slovenského ministerstva školství při kontrole vysokých a vyšších odborných škol. Postgraduální studium trvalo tři až šest let. Fakulty mohly působit v rámci univerzitního systému nebo jako samostatné subjekty (jako tomu bylo u šesti teologických fakult pod vedením ministerstev kultury obou republik, nebo v případě pedagogických fakult, v některých případech přímo spadajících pod ministerstvo školství ČSR nebo SSR).
V 70. letech režim intenzivně usiloval o zlepšení postavení žen v otázce vzdělání. Počet žen, které ukončily vysokoškolské studium, se v letech 1970–1979 zvýšil o 93 % (u mužů to bylo 48 %). Přestože ženy nadále volily „typicky ženské“ oblasti zaměstnání, jako je zdravotnictví a učitelství, jejich počet na mnoha středních školách převýšil počet mužů. Od poloviny 60. let 20. století se ženy podílely na počtu vysokoškoláků 40 %. Ve školním roce 1985–1986 to bylo 43 %.

### Přijímací řízení
Proces přijímacího řízení i zápis do studia byly v období socialismu choulostivou záležitostí. Takřka všichni navštěvovali základní školu a většina i nějaký typ odborného výcviku, JSŠ, SVVŠ nebo gymnázium. Otázky týkající se procesu přijímacího řízení na vysoké školy (ale i toho, kdo půjde na jakou střední školu nebo jaký učební obor si bude moci zvolit) však získaly politický podtext. V 50. letech se obětí diskriminační politiky strany v procesu přijímacího řízení staly děti politických vězňů, dobře situovaných zemědělců nebo známých stoupenců toho či onoho náboženství. Mladí lidé z dělnického nebo rolnického prostředí měli údajně přednost před dětmi z jiných socioekonomických skupin. Pohled na původ studentů v padesátých a šedesátých letech však ukazuje, že ani v jednom roce nepocházela většina studentů vysokých škol z rodin dělníků nebo rolníků. Přesné odhady se liší, ale do poloviny 60. let získaly rodiny dělníků v průměru třetinu vyhrazených míst, rodiny rolníků pouhých 10 % a ostatní rodiny téměř 60 %. Lépe se proletariátu dařilo na Slovensku, kde téměř polovina osob se středoškolským nebo vysokoškolským vzděláním pocházela z dělnických nebo rolnických rodin.
V roce 1971 režim oznámil, že „výběr uchazečů o studium na středních školách má výrazně politický charakter... Každá společnost zcela záměrně […] organizuje výběr takovým způsobem, aby měla jistou záruku, že budoucí absolventi budou sloužit jejím zájmům a v její prospěch.“ Jednalo se o „principiální třídní přístup“; komplexní soubor kritérií, který údajně odrážel „talent studenta, zájem o zvolený obor, třídní původ, občanské a morální zásady, společenskou a politickou aktivitu rodičů a výsledek přijímací zkoušky“. V praxi třídní původ a politické aktivity rodičů převážily nad všemi ostatními faktory. Komise pro přijímací řízení do vysokoškolského studia děti disidentů, osob v politické nemilosti nebo otevřených stoupenců náboženské sekty odmítaly ve prospěch dětí, jejichž rodiče byli členy strany nebo které byli dělnického původu.
Hnutí Amnesty International v roce 1980 uvedlo, že instituce řadily uchazeče podle následujících kritérií: studenti, jejichž oba rodiče byli členy KSČ, děti zemědělců nebo dělníků a ti, jejichž jeden rodič byl členem KSČ. Studenti, kteří nesplňovali žádnou z těchto podmínek, byli posuzováni jako poslední. Děti disidentů byly fakticky diskvalifikovány. Systém umožňoval určitou manipulaci; příslušník inteligence bez politické poskvrny v záznamech mohl dočasně přijmout práci dělníka, aby svému potomkovi zajistil nárok na proletářský status. Při přijímání na univerzity se také objevovala obvinění z úplatků a korupce. Ať už za tím stál jakýkoli mechanismus, sociální složení studentů se v polovině 70. let změnilo; zhruba polovina všech vysokoškoláků pocházela z dělnických nebo rolnických rodin.
Signatáři Charty 77 protestovali proti diskriminaci při procesu přijímacího řízení na základě politické příslušnosti rodičů. Koncem 70. let se začaly objevovat jisté náznaky, že když budou na děti nadále dopadat prohřešky rodičů ohledně jejich politické příslušnosti v minulosti i současnosti, alespoň by se to mělo dít méně zjevně. O tom, zda politizace přijímacího řízení na vysoké školy dokázala zajistit, že se z absolventů stali „stoupenci socialismu“, by se dalo diskutovat. Je však zřejmé, že v otázce kontroly přijímacího řízení na vysoké školy si režim uměl zajistit souhlas většiny československých občanů. Jestliže jakž takž zajištěné živobytí a „přiměřená životní úroveň“ byly pro režim „cukrem“, možnost vylučovat dětí disidentů z vysokoškolského studia byla jedním z jeho hrozivých „bičů“.

## 1990–⁠1992
Po Sametové revoluci v roce 1989 prošel vzdělávací systém v Československu transformačními změnami. Demokratizace školství započala roku 1990; byly zavedeny soukromé školy a šestiletá i osmiletá všeobecná gymnázia. Byla také obnovena akademická svoboda vysokého školství a zavedly se bakalářské studijní programy. V roce 1992 byly zahájeny první vzdělávací programy s podporou Evropské komise a rovněž došlo ke změnám ve financování školství.